# Filmový pás
Kinematografický filmový pás  je průhledný ohebný materiál, na němž je nanesena fotografická citlivá vrstva. Je opatřený perforací, která umožňuje jeho posun ve filmové kameře, nebo promítačce

## Materiál filmového pásu
Filmový pás je před laboratorním zpracováním v podstatě vícevrstvý fotografický materiál. Natáčí se většinou na negativ a pro distribuční filmové kopie se používá zpravidla pozitivní filmový materiál. Složení:
1. pružná pevná podložka – podklad filmového pásu. V raných dobách kinematografie to byla prudce hořlavá nitrocelulóza (v Československu byla povolena do 30. června 1961), později už nehořlavý diacetát celulózy a dnes již triacetát celulózy.
2. podvrstva (mezivrstva) – tvoří pojítko mezi podkladovým materiálem a želatinovou emulzní vrstvou
3. želatinová, neboli emulzní vrstva (u barevného filmu několik vrstev) citlivá na světlo – čistá želatina, ve které jsou rozptýleny krystalky haloidů stříbra (sloučenin halových prvků: jodu, chloru, bromu, apod.). Pro zdokonalení vlastností filmu (barevné podání, citlivost, šum) je na moderních materiálech mimo tří základních barvonosných vrstev ještě řada vrstev pomocných.
4. ochranná vrstva proti odření – tzv. antifrikční vrstva.

### Výroba
Suroviny podkladového pásu se rozpustí ve vhodných rozpouštědlech. Vzniklý roztok se po obohacení zvláčňovadly, filtraci a odstranění vzduchových bublin nanáší na kovový pás, nebo kovový buben. Po odpaření rozpouštědel se fólie odlupuje. Po dosušení se navíjí do širokých svitků.
Na polévacích strojích se nanáší vrstvy želatinová emulze, většinou v jednom pracovním sledu. V rozřezávacím stroji se široká fólie řeže na požadovanou šířku a jednotlivé filmové pásy jsou přiváděny do děrovacích strojů, kde se vysekávají otvory (perforace). Filmový pás je pak označen potřebnými značkami (výrobce, typ materiálu, bezpečnost aj.), zpravidla osvitem na okraji, nebo mezi otvory děrování. Poslední fází je zabalení do obalu, který zamezí vniknutí světla.

## Rozměry filmového pásu
Většina kin je vybavena promítacími stroji pro filmové kopie 35 mm. Používaly se však i úzké filmy 16 mm a široké 70 mm.

### 35 mm
Filmový pás 35 mm široký je opatřený děrováním po obou stranách. Mezi nimi je umístěno obrazové pole. Ke každému obrazovému poli přísluší vždy 4 otvory děrování. Místo pro optický záznam zvuku je mezi obrazovými poli a příslušným děrováním. 

Obrazová frekvence je počet obrazových polí promítnutých za 1 s. Je celosvětově normalizován na 24. Československé, české a slovenské filmy se však kvůli elektromotorům synchronizovaným na kmitočet sítě 50 Hz vyrábějí pro frekvenci 25 Hz (obr/s). Všechny němé filmy natočené před rokem 1930 vyžadovaly promítací frekvenci 16 obr./s. Proto evidentní zrychlení při promítání na dnešních strojích.
- jmenovitá rozteč otvorů děrování = 4,75±0,01 mm
- obrazová rozteč = vzdálenost dvou obrazových polí. Jelikož jednomu obr. Poli přísluší 4 otvory děrování, 4×4,75=19 mm.
- rozměry perforačního otvoru – 2,80±0,01×1,98±0,01 s vnitřními rádiusy r 0,5 mm.

Tyto rozměry platí od roku 1889, kdy je stanovil vynálezce Thomas Alva Edison. Tloušťka filmového pásu se u vícevrstvého barevného filmu zvětšila, avšak jen zřídkakdy překročí 185 µm. U nás se dnes (2007) distribuují 4 formáty 35 mm filmu:

#### 1:1,37
Klasický formát obrazu u zvukového filmu.

#### 1:1,66
Formát se sníženým obrazovým polem. Větší šířky promítaného obrazu se zde dosahuje na úkor kvality. Obrazové pole má menší plochu nežli u klasického formátu. Promítací objektiv musí mít kratší ohniskovou vzdálenost

#### 1:1,85
Stejně jako předchozí 1:1,66 avšak ještě více „ořezané“ obrazové pole. Promítači v kinech těmto dvěma formátům mezi sebou říkají „švindl“.

#### 1:2,35

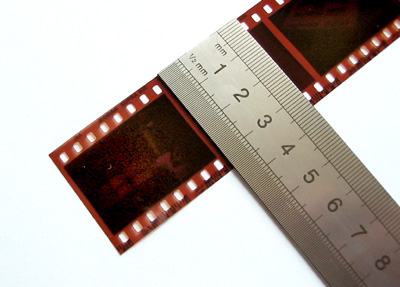
Kinofilm 135

Širokoúhlý formát, tzv. cinemascope, využívá horizontální optickou komprimaci obrazu pomocí anamorfotické předsádky. Obraz je v políčku zúžený (viz obr. vlevo) a anamorfotická předsádka jej rozšíří na nezkreslený širokoúhlý formát.

#### Kinofilm
Kinofilm není kinematografický, ale fotografický filmový pás. Využívá však Edisonova 35mm pásu. Film je navinut v kazetě, která nepropustí světlo. Podélně umístěná obrazová pole mají rozměr 24×36 mm (následující snímek začíná o 8 perforačních otvorů dále než předchozí snímek). Na běžný kinofilm 135 (135 je celosvětově normalizovaný název tohoto fotografického filmu) se standardně má vejít 36 obrázků, prodávají se však i balení pro 24 nebo 12 obrázků. Na okrajích filmu baleného pro spotřebitele jsou předsvícením vyznačena čísla políček a údaje o typu filmu.

### 16 mm
V minulosti (před nástupem videa) rozšířený, takzvaně poloprofesionální formát. Používal se také v amatérské tvorbě a televizní štáby na něj natáčely zpravodajské materiály v terénu.
U nás byl rozšířen také v menších vesnických kinech. Stacionární promítací stroj Meopton 1 vybavený obloukovou lampou[zdroj⁠?!] spolehlivě osvítil např. víceúčelový sál sokolovny.
V dobách němého filmu byla i „šestnáctka“ oboustranně perforovaná. S nástupem zvuku bylo nutno na filmový pás umístit optickou zvukovou stopu. Jediným řešením, které by zachovalo rozměry obrazového pole, bylo umístit zvukovou stopu namísto perforace.
V tabulce je možno porovnat parametry 35mm a 16mm filmu. Pro zajímavost jsou uvedeny i hodnoty již zaniklých formátů 9,5mm a 8 mm.
| hodnota                                 | 35 mm | 16 mm | 9,5 mm | 8 mm  |
| --------------------------------------- | ----- | ----- | ------ | ----- |
| plocha 1 obrazového pole filmu v mm²    | 430   | 75    | 55     | 20    |
| užitý obraz - plocha v %                | 65,0  | 61,5  | 76,3   | 61,5  |
| šířka užité promítací okeničky v mm     | 20,9  | 9,6   | 9,4    | 4,8   |
| výška užité promítací okeničky v mm     | 15,2  | 7,16  | 7,12   | 3,5   |
| počet obrázků na 1 metr                 | 52,2  | 131,2 | 131,2  | 262,4 |
| hmotnost 1 metru filmu v gramech        | 7,5   | 3,4   | 2,0    | 3,81  |
| rozteč os obrazových polí v milimetrech | 19,0  | 7,62  | 7,62   | 3,81  |

### 70 mm
Se 70 mm (pro 65 mm kamery) filmem se v současnosti setkáte jen výjimečně. Jeho výhodou byla zhruba čtyřnásobná plocha filmového políčka a tedy schopnost mnohem vyššího rozlišení, umocněná zpravidla šestikanálovým zvukem na magnetické stopě. Jeho nevýhodou je však mnohem vyšší "spotřeba filmového materiálu" a vysoké nároky na snímací, laboratorní i projekční techniku - po ropné krizi 70. let se to plně projevilo na rychlém ústupu od této technologie a novým progresivním rozvojem 35 mm technologie. Stejné obrazové kvality však nikdy dosaženo nebylo a zvukové kvalitě se až koncem 80. let začala přibližovat technologie Dolby SR. Zůstaly nevýhody tohoto formátu, především drahá výroba filmů i distribučních kopií a snižující se počet kin, disponujících touto technikou.
Film 70 mm vyžaduje větší a dokonalejší projektory, než 35 mm film. Ze zahraničí se do Československa dovážely například stroje Ernemann (SRN), Dresden-Pentacon (NDR) či sovětské projektory, v roce 1963 však Meopta Přerov uvedla na trh vlastní univerzální projektor UM 70/35 a ten spolu s promyšlenou zvukovou aparaturou Tesla AKT 635 stál u rozvoje 70 mm biografů v ČSSR.
Většina z necelé stovky míst v ČR, kde by bylo možné 70 mm filmy vidět, však zejména v 90. letech zanikla - buď přestavbou na jinou technologii, nebo úplným zrušením. Někde je sice dodnes možné 70 mm film promítnout, ale již ne vcelku, neboť je nutné mít k dispozici dva stroje pro tandemové promítání, ale dochoval se v provozu jen jeden. Dnes v ČR existují jen tři kina, která jsou schopná tento formát promítnout, a to jak s šestikanálovou magnetickou stopou, tak i se zvukem DTS. Jde o kino Panorama ve Varnsdorfu, kino Mír v Krnově a Velké kino ve Zlíně (v současné době uzavřeno).
Formátu 70 mm filmu využívá také moderní systém IMAX, který však pracuje na jiném principu snímání a promítání - vodorovný posuv pomocí odvalované smyčky namísto svislého posuvu drapákem či strhovačem. Velikost jednoho promítaného okénka je 60×90 mm, tj. přibližně šestinásobný rozlišovací prostor než u běžného kinofilmu.

## Distribuční filmová kopie
Plnohodnotná distribuční filmová kopie vznikne doplněním obrazové části filmu o předepsané části. Více v článku filmová kopie.